# Jürg Kunz
Jürg Kunz (* 5. Juli 1982 in Wald) ist ein ehemaliger Schweizer Biathlet und Skilangläufer.
Jürg Kunz lebt in Gibswil. Sein Heimatverein ist der SC am Bachtel, trainiert wurde er von Markus Segessenmann. Er begann 1997 mit dem Biathlonsport und debütierte 1998 auf internationaler Ebene. Erstes Grossereignis wurden die Biathlon-Juniorenweltmeisterschaften 2000 in Hochfilzen, wo Platz 57 im Einzel bestes Resultat war. 2002 verpasste er in Ridnaun als Elfter im Sprint nur knapp eine Top-Ten-Platzierung, 2003 wurde in Kościelisko ein 49. Rang im Einzel bestes Resultat. Zudem nahm er 2002 in Kontiolahti und 2003 in Forni Avoltri an den Juniorenrennen der Biathlon-Europameisterschaften teil. 2002 platzierte er sich bei den drei Einzelrennen zwischen den Plätzen 20 und 24, 2003 zwischen 28 und 35.
Seinen grössten Erfolg hatte Kunz bei den Schweizer Meisterschaften im Biathlon 2007 in Les Mosses, wo er von der Abwesenheit des Schweizer Elitekaders profitierte und die nationalen Meistertitel in Sprint und Verfolgung gewann.
Zwischen 2004 und 2008 startete Kunz zudem bei zehn FIS-Rennen im Skilanglauf. Höhepunkt in der Sportart war die Teilnahme an den Militär-Skiweltmeisterschaften 2005 in Predeal, wo er 33. über 15 Kilometer Freistil wurde. Zwischen 2010 und 2014 startete er zudem mehrfach bei Marathonrennen in Samedan.